# Тереза Мей
Тереза Мері Мей (англ. Theresa Mary May, до шлюбу Брасіер; нар. 1 жовтня 1956, Істборн, Східний Сассекс, Англія) — колишня 76-й прем'єр-міністр Великої Британії з 13 липня 2016 року до 24 липня 2019 року. Лідерка Консервативної партії (торі) з липня 2016 року до 23 липня 2019 року, Міністр внутрішніх справ Великої Британії з травня 2010 до липня 2016 року і міністр у справах жінок та рівноправності в уряді Девіда Камерона з травня 2010 до вересня 2012 року.

## Біографія
Закінчила Оксфордський університет зі ступенем бакалавра географії. Працювала в Банку Англії і органах самоврядування Лондона. Брала участь у парламентських виборах 1992 року в окрузі Північно-Західний Дарем і в дострокових виборах 1994 року в окрузі Баркінг, але невдало. На виборах 1997 року була обрана від нового округу Мейденгед; відтоді її постійно переобирали.
У 1997–2002 роках посідала різні другорядні посади в тіньовому уряді консерваторів. У 2002 році стала першою жінкою-головою Консервативної партії і займалася, на відміну від лідера партії, забезпечувала технічні питання із функціонування партії консерваторів. Упродовж 2003–2005 років була тіньовим міністром транспорту і, одночасно, тіньовим міністром продовольства й екології. Із травня по грудень 2005 року була тіньовим міністром культури, ЗМІ і спорту. 6 грудня 2005 року була призначена тіньовим лідером Палати громад. У 2009–2010 роках займала посаду тіньового міністра праці і пенсій. Після виборів 2010 року була призначена міністром внутрішніх справ, одночасно отримавши портфель міністра у справах жінок і рівноправності. Пост міністра у справах праці й пенсій, на який вона могла розраховувати через свою останню посаду в тіньовому уряді, отримав Іан Данкан Сміт.
У Палаті громад Мей голосувала за вторгнення в Ірак, за прийняття законів з боротьби зі зміною клімату, проти подальшої інтеграції Великої Британії в Євросоюз, проти заборони на куріння в громадських місцях, проти надання рівних прав людям з сексуальних меншин. Однак із часом була змушена змінити свої погляди і підтримала впровадження одностатевих шлюбів у країні.

## Вибори лідера партії 2016
У червні 2016 року, після відставки Девіда Камерона, Мей оголосила про свій старт на виборах лідера Консервативної партії. Вона виграла перший тур голосування 5 липня 2016 року з великим відривом від інших кандидатів, отримавши 50 % голосів, а 7 липня виграла також другий тур голосування серед консерваторів — членів парламенту. Остаточний вибір лідера партії та майбутнього прем'єра повинен був відбутися 7 вересня шляхом голосування всіх членів партії, але суперниця Терези Мей — міністр енергетики Андреа Ледсом 11 липня відмовилась від участі у виборах. Тереза Мей цього ж дня стала лідеркою Консервативної партії. 13 липня королева Єлизавета II прийняла відставку Девіда Камерона і доручила сформувати новий уряд країни Терезі Мей.

## Прем'єр-міністр Великої Британії
20 липня 2016 року відбулася перша закордонна поїздка Терези Мей до Берліна, де вона зустрілася з канцлеркою Німеччини Ангелою Меркель. 27 січня 2017 року Тереза Мей стала першим прем'єром, хто відвідав США після інавгурації президента Дональда Трампа.
18 квітня 2017 року Тереза Мей оголосила, що позачергові парламентські вибори відбудуться 8 червня 2017 року. Головним аргументом була необхідність отримання сильнішої підтримки в переговорах з ЄС щодо Брекзиту. Наступного дня це рішення затвердила Палата громад.
Однак, у результаті виборів, торі втратили більшість у парламенті (хоч виграли вибори) і були змушені створити коаліціїний уряд з правоцентристською Демократичною юніоністською партією Північної Ірландії. Головою уряду знову було обрано Терезу Мей.